# リンカーン・セント

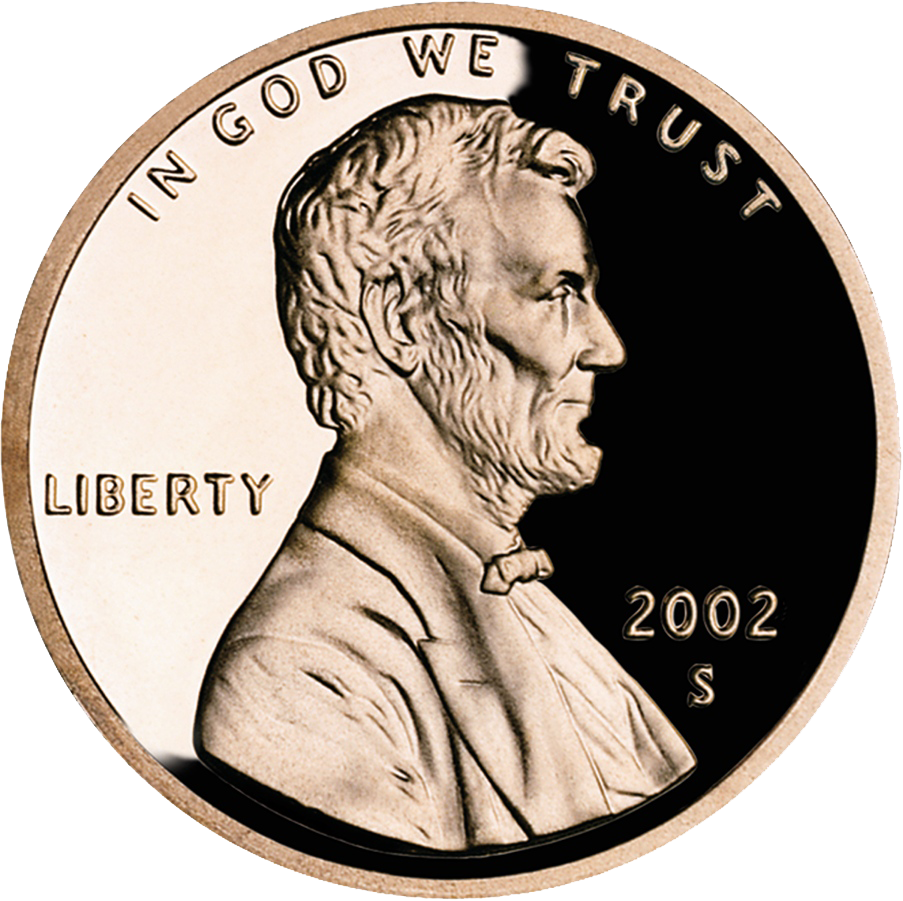
リンカーン・セント表。1909年よりリンカーンの胸像が描かれている。

リンカーン・セント（英語:Lincoln cent）は、現在アメリカ合衆国内で使用されている1セント硬貨である。この硬貨は1909年に採用となったもので、それまで流通していた「インディアン・ヘッド・セント」に取って代わった。硬貨の表面にはアメリカ合衆国第16代大統領を務めたエイブラハム・リンカーンの胸像がデザインされており、これは彼の生誕100周年を記念したもので1909年から現在まで使用され続けている。裏面に描かれているのはワシントンD.C.にあるリンカーン記念館で、彼の生誕150周年を記念し1959年にデザインを変更されて以来、現在まで使用されているものである。他の通貨単位と比べても1セント硬貨の鋳造量は多く、それがこのリンカーン・セントをより親しみのあるものにしている。また、その流通の歴史上二つの大きな世界的対立を乗り越えてきており、戦争における金属の需要が高まったために材質の変更を余儀なくされたこともあった。表面のデザインは、アメリカ合衆国における硬貨のデザインの中で最も長く使用され続けている。

## 歴史

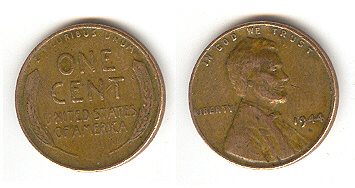
1944年発行のリンカーン・セント。左が裏面、右が表面。裏面は縁付近に小麦が描かれている。

### 表側のデザイン
リンカーン・セント以前のアメリカ合衆国の硬貨のほとんどは、女神リバティ（自由の女神像）のデザインが象徴として用いられていたことから、1909年に登場したこのリンカーンセントは、特定の人物の肖像を採りいれた点で急進的なものだった。1909年以前に鋳造されていた1セント硬貨「インディアン・ヘッド・セント」に描かれていた肖像も、ネイティブ・アメリカンとして描かれた自由の女神である。また、これより数十年後に登場した「サカガウィア・ダラー」硬貨も、サカガウィアの正確な肖像画が無かったことから自由の女神をモチーフの一つとした肖像が描かれている。リンカーン・セントが登場する以前は、アメリカ合衆国の硬貨に人物の肖像をデザインすることに対して強い抵抗感があったようだが、リンカーンの生誕100周年記念により国民の感情がこうした長期に渡る偏見を払拭する結果となった。
正式な硬貨が不足した南北戦争中、リンカーンの肖像を描いた非公式な数種の代用硬貨が、1セント硬貨の一つとしてリンカーン政権下で流通した。こうした初期の代用硬貨が、後のリンカーン・セントのデザインやサイズ、構図などに影響を及ぼしたことは確かである。
新しい硬貨の鋳造に招かれた唯一の人物は、ビクター・デイビッド・ブレナーという人物である。第26代大統領のセオドア・ルーズベルトが、彼の彫刻家としての才能に印象を受けたため、ブレナーだけが大統領により選り抜きで委員会へ招かれた。硬貨の表面にリンカーンの肖像画が採用されたのは、ブレナーがそれより数年前に制作し、その後ルーズベルトにも知られることとなった記念額が元である。
このリンカーン・セントには、それまでアメリカ合衆国の硬貨にはほぼ必ず刻印されることになっていた「LIBERTY」の文字と鋳造された日付に加え、モットーである「In God We Trust」の文字が初めて刻まれた。興味深くも合衆国議会は、このモットーを合衆国の硬貨に使用することについて許可した1865年3月3日の法案を、リンカーンの大統領在職中に通過させている。
この新しいデザインには法律が不必要だったにもかかわらず、デザインの変更にはアメリカ合衆国財務長官の承認が必要だった。当時財務長官を務めていたフランクリン・マクヴェーグが1909年7月14日に承認を下し、それより3週間足らず後の8月2日に、新たに鋳造されたリンカーン・コインは封切りとなったのである。
1918年、ブレナーの名前やイニシャルを裏面に刻印することを巡って行われた議論が収束した後、彼のイニシャル文字が表側に刻まれることで異論無く決定された。かなりの小ささではあるが、リンカーンの右肩下方、縁の近辺にブレナーのイニシャルである「V.D.B」の文字が確認できる。

### 裏側のデザイン
硬貨裏面の意匠に向け、3つのモデルスケッチが候補として挙がり、結果として2つの小麦の先が描かれたかなりシンプルなデザインが承認された。これら2つの小麦の間に位置する硬貨裏面の中心部には、通貨単位である「ONE CENT」の文字とその下に「UNITED STATES OF AMERICA」の文字が刻まれることとなった。その一方で硬貨の上部縁側付近にはアメリカ合衆国のモットーである「E Pluribus Unum」の文字が描かれている。これは「多数から1つへ」などの意味を表すラテン語である。
原案では「UNITED STATES OF AMERICA」の文字の下の縁に、ブレナーの正式名が彫られるはずであった。しかし、硬貨が発行される直前になって、アメリカ合衆国造幣局の職員によりあまりにも目立ちすぎると考えられたため、彼のイニシャルである「VDB」の文字に置き換えられた。硬貨が発行された後になっても、多くの人々がイニシャルでさえ目立ち過ぎでデザインの美しさを損ねるものであるとの主張が相次いだ。また、「VD」の文字が当時タブーとされていた「Venereal Disease（性病）」の頭文字を彷彿とさせるなどという主張もあった。硬貨の需要が大きく、デザインなどの変更が行われるとなると鋳造を中止する必要に迫られることから、頭文字の刻印を硬貨から取り去る決定が下された。
こうして1909年にはアメリカ合衆国で6つの異なった1セント硬貨が流通することとなった。硬貨は全部で1909年と1909年-S版のインディアン・ヘッド・セント、1909年と1909年-S版の「VDB」が印字されたリンカーン・セント、そして1909年と1909年-S版の「VDB」が印字されていないリンカーン・セントである。この「S」はサンフランシスコの造幣局で鋳造されたことを表している。これら何れの種類の硬貨においても、フィラデルフィア造幣局での貨幣鋳造量がサンフランシスコでの発行量をはるかに上回っている。この年は、1909年-S版の「VDB」が印字されたリンカーン・セントが、「VDB」印字硬貨全体のわずか1.7パーセントにあたる484000枚しか鋳造されていないため、コイン収集家の間ではかなり価値のあるものとなっている。

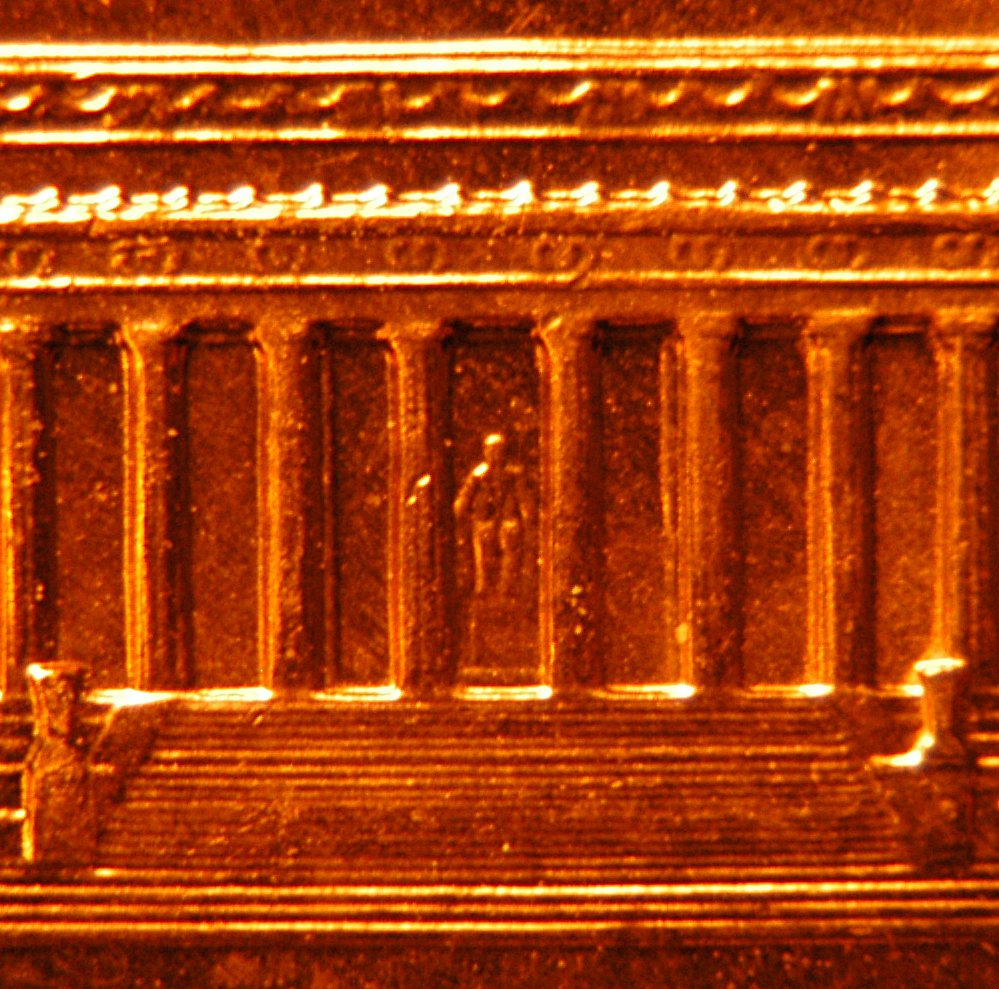
1959-2008年発行の裏側のリンカーン記念館近影。小さいが、リンカーン像が描かれているのが確認できる。

1959年2月12日、リンカーン生誕150周年記念の一環として、改定された裏面のデザインが披露された。この際、格式ばった意匠のコンテストなどは行われていない。当時フィラデルフィア造幣局で貨幣彫刻補佐役を務めていたフランク・ガスパッロは、造幣局職員が提案した23のモデルのうち新しいデザインとなるものを選んでいた。小麦を描いたデザインが当初定められていた25年よりも多く使用されていたため、このデザインの変更に関しても再びアメリカ合衆国財務長官の承認が必要とされた。
この新しいデザインでは、壮大な大理石のリンカーン記念館が中央に描かれ、上部の縁周辺に「E Pluribus Unum」と「UNITED STATES OF AMERICA」が、下部に「ONE CENT」の文字が描かれた。学者のスティーブ・クルックスは、自身の論文「Theory and Practise of Numismatic Design（貨幣デザインの理論と慣例）」において、硬貨裏面のリンカーン記念館は非常に細密に至るまで描かれており、その内部にはリンカーンの像も表れているため、リンカーンはアメリカの硬貨史上において、表面と裏面の両面に描かれた最初の大統領であると記している。この後1999年、ニュージャージー州の25セント硬貨裏面に、デラウェア川を渡るジョージ・ワシントンが描かれたため、ワシントンが硬貨両面にデザインされた2番目の大統領となった。
その後成立した2005年大統領1ドルコイン法によって、1セント硬貨の裏面のデザインを2009年に再び変更することとなった。これにより、4つの異なった硬貨が発行された。リンカーンの生誕200周年を記念して彼の生涯における4つの異なった情景がそれぞれに描かれている。
- 生まれ故郷であり、幼少時代を過ごしたケンタッキー州
- 発達期を過ごしたインディアナ州
- 職に従事し生活したイリノイ州
- 大統領職を務めたワシントンD.C.

2010年より現在まで「リンカーン・ユニオン・シールド」のデザインとなっている。

### 構成
1864年より鋳造されていたインディアン・ヘッド・セントに基づき、初期のリンカーン・セントも同じく95パーセントの銅と5パーセントのスズや亜鉛の合金で鋳造されていたが、第二次世界大戦により銅の需要が増えたことが原因で、1943年に硬貨に使用される素材やその割合が変更となった。
戦時中の1セント硬貨の鋳造は、1942年12月18日の議会法に基づき行われていたが、この法案も1946年12月31日で権限が失効するよう定められていた。この期間、質の低い炭素鋼が硬貨のベースを形作り、錆びつきを防ぐため電気分解を用いて、硬貨の両面に0.127ミリメートル（0.005インチ）の厚さで亜鉛をコーティングした。硬貨の大きさは保たれたが、硬貨の重量は平均して3.1グラムから2.7グラムへと減量した。これはより軽い合金を使用していたためである。こうして1943年2月27日に硬貨の鋳造が開始され、同年12月31日までに3大硬貨鋳造所によって1093838670枚に上る1セント硬貨を発行した。こうして硬貨に使用するはずだった銅の量は、巡洋艦2隻、駆逐艦2隻、B-171243機、野戦砲と榴弾砲がそれぞれ120基、そして大きな野戦砲用の砲弾1250000発分にあたるともされている。
グレー色をした1943年のリンカーン・セントには不平の申し立ても数多くあり、特に10セント硬貨と見間違うことが指摘されたため、合金構成の変更を余儀なくされた。1944年1月1日、造幣局は合金の変更案を採択した。薬莢に費やされていた銅を溶かして使用するというもので、構成物は原型と同じであるが、僅かながらスズが含まれた。この際、硬貨は元の重量である3.1グラムに戻された。その後1945年を境にこの薬莢はもはや使用されなくなり、合金の構成は元々使用されていた構造へと戻された。
しかし、1962年にも硬貨に使用される金属の構成が再び変更された。造幣局職員はスズを使用しなくても硬貨に不都合な影響を及ぼすことはないと判断し、むしろ銅を95パーセント、亜鉛を5パーセントに合金の割合を安定させることで、鋳造において利益が生まれると考えた。この変更における議会の権限は、1962年9月5日に承認された議会法案に盛り込まれた。

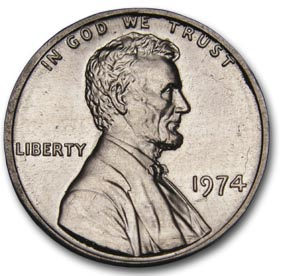
アルミニウム製のリンカーン・セント。1974年と刻まれているが、実際は前年に鋳造された。

1970年代初頭、1セント硬貨中に含まれる銅の値段がほぼ1セントになる地点まで上昇した。このため、造幣局はアルミニウムや銅で覆った鉄など、代用の金属を使用できるか検証した。その後代用となる金属にアルミニウムが選ばれ、150万枚に及ぶこのアルミニウム製のリンカーン・セントが1973年に鋳造された。この際、鋳造年は1974年とし、一般へ流通させる準備を整えられた。また、数枚が合衆国議会の議員へ配布された。しかし、後にこのアルミニウムは数ある理由から却下された。理由の一つとして、X線に当てた場合でも写らないなどの弊害が挙げられた。未だに十数枚のアルミニウム製リンカーン・セントがコイン収集家の手に渡っていると考えられているが、現在この硬貨は違法とされ、アメリカ合衆国シークレットサービスによる押収の対象となる。また、スミソニアン博物館にはこのアルミニウム製硬貨が1枚寄贈されている。もう1枚が合衆国議会の警察官の家族の手に渡っており、2005年に本物であることが確認された。この硬貨は「トーヴン・スペシメン（トーヴン家の標品、の意）」として知られている。
1982年10月22日にも、デンバー造幣局で硬貨の鋳造法が変更され、合金の構成が銅で覆われた亜鉛へと再び変更されている。現在も発行されているこれら銅メッキのリンカーン・セントは、97.6パーセントの亜鉛と2.4パーセントの銅を含んでおり、ジャーデン・ジンク・プロダクツ社によって鋳造されている。この硬貨は主に1982年以前に発行された銅製の1セント硬貨とサイズや外見が同一であるが、重さが2.5グラムとやや軽くなっている。しかし、重量が軽くなった分、政府は毎年の金属にかかるコストがおよそ25000000ドルの節約になると見積もられている。また、硬貨を落した時の音も異なり、1982年以前の硬貨は、その金属の成分構成のために表面の堅い場所へ落すと特有の音が鳴り響くが、1982年以降に発行された硬貨は鈍く重い音がする。その他、表面の銅メッキが摩耗され擦り剥かれた場合、中の亜鉛部分を容易に観察できる。
特筆すべき点として、1982年以降のリンカーン・セントは、それ以前に発行された硬貨よりも腐食等の影響を受けやすい。そのため、完全に保護された硬貨でも変色や腐食が始まったものや、メッキされた表面下で気泡が入ったりするものがあるなどしているため、収集家はこうした損傷を嘆いている。

## エラーコイン
数あるリンカーン・セントの珍しいエラーコインが、これまで鋳造されている。中央部分が欠落したものなど、無作為のエラーはわずかに硬貨の価値が上昇するため、ニッチなコレクターが捜し求めている。しかし、エラーの中には体系的で同じ年で完全に同じエラーとなった多数の硬貨が鋳造されている場合もあり、そうしたエラーコインは極度に価値あるものとなるために主流のコレクターによって収集が行われている。
1922年、フィラデルフィア造幣局からは1枚のリンカーン・セントも鋳造されることはなかった。しかし、デンバー造幣局では局内にあった少量の硬貨の金型を使用し、デンバーで作られたことを示す硬貨上の「D」の文字を不鮮明にして、フィラデルフィアで鋳造されたかのような外見を装って発行されたリンカーン・セントもある。この種の硬貨は1922年「プレーン」セントとして知られており、収集家も1セント硬貨を見る際に除去された造幣局の「D」の文字が無いか細心の注意を払っている。
硬貨に鋼鉄や亜鉛を主に使用していた1943年には、それとは反対に青銅で鋳造されたリンカーン・セントが数枚存在する。現在までに10枚～12枚ほどの青銅硬貨の存在が確認されている。同様に、1944年にも鋼鉄や亜鉛を使用した数枚の硬貨が鋳造されている。
1955年、硬貨の打ち型のエラーで2重に鋳造されてしまったことにより、硬貨に描かれる年や文字がずれて二重に見える硬貨が発行された。これは1955年二重1セント硬貨 (1955 doubled die cent) として知られている。また、やや異なった技巧により同様のエラーを持って発行された1972年二重金型1セント硬貨 (1972 Doubled Die cen) も存在する。こうした二重にずれて見えるリンカーン・セントは毎年確認されているが、これら1955年と1972年のものと比較すると、他の年の金型ずれによるエラーコインはややマイナーで印象も弱いものとなっている。
1990年、サンフランシスコ造幣局で鋳造された、およそ3000枚に上る試し打ちのリンカーン・セントには、同地で鋳造されたことを示す「S」の文字が欠落しており、フィラデルフィア造幣局で鋳造されたかのようなデザインになった。しかし、同年フィラデルフィア造幣局では試し打ちの硬貨を鋳造していなかったため、それら硬貨は容易にエラーと区別できる上、かなり高価なものとなった。
他にも、1998年から2000年にかけて鋳造されたリンカーン・セントの中に、裏面に描かれている「AMERICA」の文字の最初の2文字「AM」が通常より大きくなっているものがあり、これらは「ワイドAM」硬貨として知られ高値が付いている。

## 参考
以下は、翻訳もとの英語版 (en:Lincoln cent)からの出典項目である。
1. ↑  Testimony of Beth Deisher, Editor, Coin World to Congressional SubcommitteeExhibits of Coin World Articles 2007年1月1日
2. ↑  “1943 Copper Cent”. 2008年5月16日閲覧。

- Public domain text from the US Treasury Dept
- "A Guide Book of United States Coins," R.S. Yeoman, edited by Kenneth Bresset.  Whitman, annual edition.  The "Red Book" is the standard reference for U.S. coins.